# Jonathan Borlée
Jonathan Borlée (ur. 22 lutego 1988 w Woluwe-Saint-Lambert) – belgijski lekkoatleta, sprinter.
W 2008 Borlée reprezentował swój kraj podczas igrzysk olimpijskich w Pekinie. W starcie indywidualnym na 400 metrów odpadł w półfinale. W sztafecie 4 × 400 metrów Belgowie z Jonathanem Borlée na drugiej zmianie uplasowali się na 5. pozycji, ustanawiając w biegu finałowym aktualny rekord kraju – 2:59,37. Halowy wicemistrz świata z Dohy (2010) w sztafecie 4 × 400 metrów. W 2013 startował na mistrzostwach świata w Moskwie, na których indywidualnie był czwarty na dystansie 400 metrów, a wraz z kolegami z reprezentacji zajął 5. miejsce w sztafecie 4 × 400 metrów. W 2016 Belg wziął udział w eliminacjach biegu na 400 metrów podczas mistrzostw Europy w Amsterdamie, jednakże odpadł w eliminacjach. Na tej samej imprezie zdobył złoty medal w sztafecie 4 × 400 metrów.
Wielokrotny mistrz i rekordzista Belgii.

## Rekordy życiowe
- bieg na 100 metrów – 10,47 (2017) / 10,41w (2017)
- bieg na 200 metrów – 20,31 (2012)
- bieg na 300 metrów – 31,87 (2012)
- bieg na 400 metrów – 44,43 (2012) – były rekord Belgii

Wysokiej klasy sprinterami jest również jego rodzeństwo – brat bliźniak Kévin oraz siostra Olivia i brat Dylan. Ojcem całej czwórki jest Jacques Borlée – halowy wicemistrz Europy na 200 metrów z 1983.
1 maja 2013 sztafeta 4 × 400 metrów w składzie Dylan Borlée, Jonathan Borlée, Arnaud Destatte i Kévin Borlée ustanowiła czasem 3:06,06 klubowy rekord kraju na tym dystansie.